# Stracone lata
Stracone lata (ang. Running on Empty) – film produkcji USA z 1988 roku, którego reżyserem był Sidney Lumet. Główne role zagrali: Christine Lahti i River Phoenix.

## Obsada
- Christine Lahti jako Annie Pope
- Judd Hirsch jako Arthur Pope
- River Phoenix jako Danny Pope
- Martha Plimpton jako Lorna Phillips
- Ed Crowley jako pan Phillips
- Jonas Abry jako Harry Pope
- L.M. Kit Carson jako Gus Winant
- Steven Hill jako Donald Patterson
- Augusta Dabney jako Abigail Patterson

## Fabuła
Jest to dramat obyczajowy o małżeństwie państwa Pope. Arthur i Annie Pope poznali się na studiach w burzliwych latach 60. - w czasie politycznych i społecznych zmian. Brali udział w protestach przeciw wojnie w Wietnamie i nie zmienili swoich radykalnych poglądów nawet kiedy wzięli ślub. Beztroska atmosfera młodzieńczego buntu została jednak przerwana, gdy Pope’owie wraz z grupą przyjaciół podłożyli bombę pod laboratorium produkujące napalm. W wyniku wybuchu pracownik laboratorium został ciężko ranny, a Arthura i Annie wpisano na listę osób poszukiwanych przez FBI. Wiedząc, że stracą prawo do opieki nad dwuletnim synkiem Dannym, Pope’owie postanowili umknąć wymiarowi sprawiedliwości, skazując się na wieczne życie w ukryciu. Minęło piętnaście lat. Przez cały czas Pope’owie, już z dwójką dzieci, ciągle się przeprowadzali, zmieniali wygląd i tożsamość. Jednak Danny ma już dosyć wiecznego uciekania, chce zacząć sam decydować o swoim życiu, związać się z dziewczyną i rozpocząć normalne życie. River Phoenix za rolę syna państwa Pope został nominowany do Oscara.